# Parco eolico di Cocullo

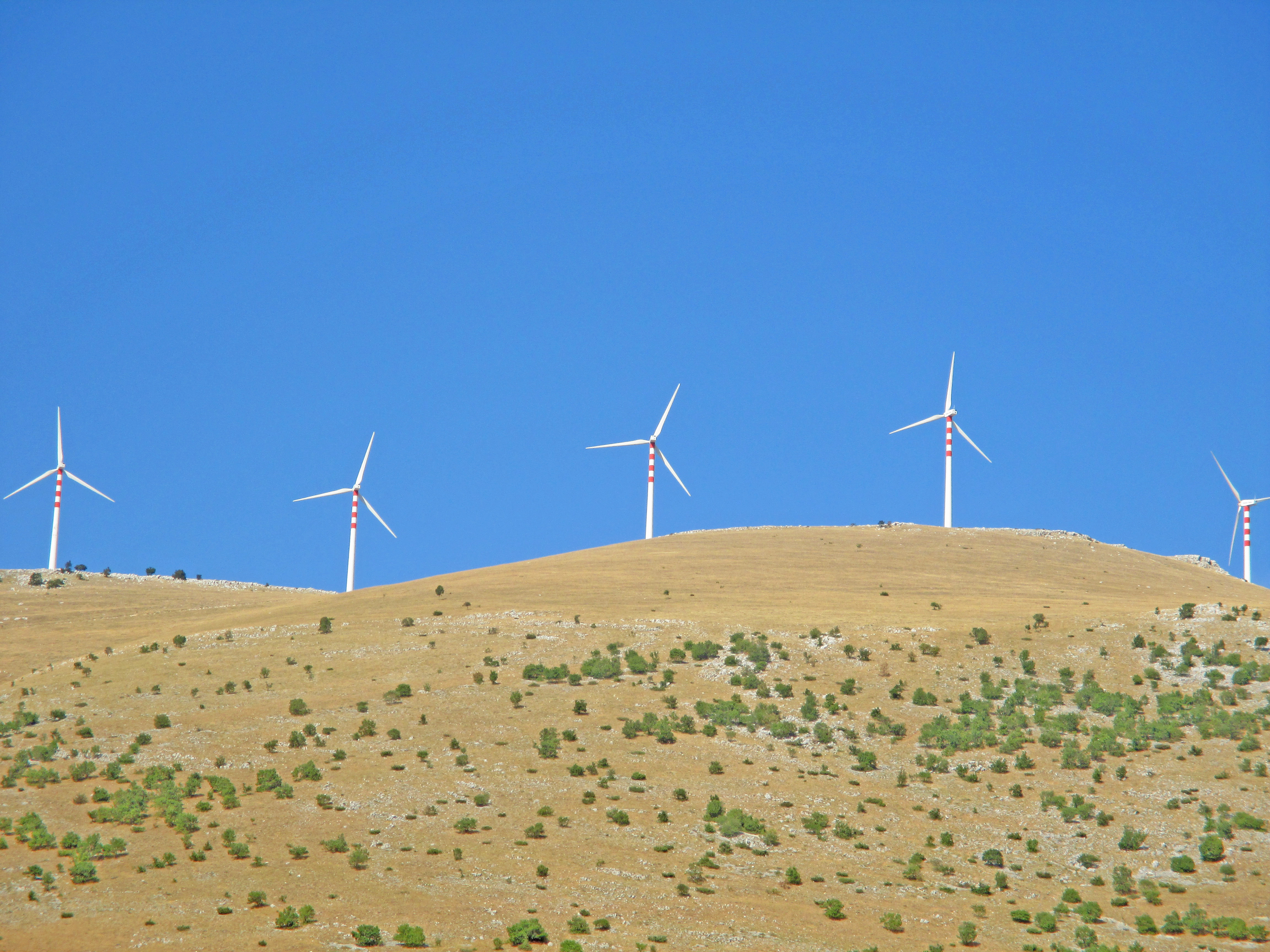
Il parco eolico visto da Casale (frazione di Cocullo)

Il parco eolico di Cocullo è un impianto di produzione di energia elettrica da fonte eolica, situato nel territorio comunale di Cocullo, in provincia dell'Aquila, su un colle ad un'altitudine di 1.350 m s.l.m. Realizzato nel 2004 con 37 aerogeneratori da 850 kW, per una potenza complessiva installata di 31,45 MW, ad esso è associata una stazione di trasformazione per l'elevazione dell'energia elettrica da bassa tensione ad alta tensione (150 kV).